# Joseph de Joannis
Joseph de Joannis (La Meignanne, 6 juni 1854 - Parijs, 27 oktober 1932) was een Franse predikant en entomoloog, gespecialiseerd in vlinders. De Joannis was tevens leraar wiskunde en natuurkunde aan een middelbare school in Parijs. Hij was de zoon van Léon-Daniel de Joannis (1803–1868), een hoge officier in de Franse marine en tevens een entomoloog en een ichtyoloog. Joseph had een oudere broer Léon de Joannis, die ook predikant en entomoloog was. De beide broers werkten veel samen bij het bestuderen van de vlinders. In eerste instantie richtten de broers zich op de vlinderfauna van Frankrijk. Maar toen de mogelijkheid ontstond om buitenlandse vlinders via missionarissen te verkrijgen, gingen ze zich concentreren op de wereldfauna. Léon, die in de provincie woonde, richtte zich daarbij op het exposeren van de vlinders en de educatie erover. Joseph, die in Parijs woonde, richtte zich op het determineren van de vlinders, het classificeren ervan en het publiceren erover.
Joseph de Joannis was van 1908 tot 1916 voorzitter van de Société entomologique de France. Hij is voornamelijk bekend geworden van zijn boeken Descriptions de Lépidoptères nouveaux de l'ile Maurice uit 1906 en Lépidoptères Hétérocères des Mascareigns et des Seychelles uit 1915.

## Publicaties
- (1882). Joannis J. de Le "Machao" de Grégoire de Tours retrouvé: origine et fondation de la ville de l'Isle (Vaucluse)
- (1884). Joannis J. de Le Fédéralisme et la Terreur à l'Isle (Vaucluse): siège et pillage de cette ville par les Allobroges, les victimes des échafauds révolutionnaires (1793-1794): Seguin frères, 1884
- (1894). Joannis J. de Mission scientifique de Ch. Alluaud des îles Seychelles. In: Annales de la Société entomologique de France, volume 63. pp. 425–438, pl. 15.
- (1896). Joannis J. de Liste des Lépidoptères de la Roumanie (Lép. d.). In: Bulletin des séances et bulletin bibliographique de la Société entomologique de France, volume 1 (2), 1896. pp. 31-33.
- (1896). Joannis J. de Sur un cas nouveau de parasitisme observé chez Chrysis Shangaiensis Smith (Hym.), Chryside parasite d'un Lépidoptère. In: Bulletin de la Société entomologique de France, volume 1 (5), 1896. p. 147.
- (1896). Joannis J. de Note sur un cas tératologique chez Catonepheme Numilia, Cr., ♂ (Lépid.). In: Bulletin de la Société entomologique de France, volume 1 (5), 1896. p. 148.
- (1896). Joannis J. de Note sur un élevage de Ellopia prosapiaria Linn. et de son aberration prasinaria Hb. (Lépid.). In: Bulletin de la Société entomologique de France, volume 1 (9), 1896. pp. 221-222.
- (1897). Joannis J. de Note sur une nouvelle espèce de Microlépidoptère d'Algérie, Tineola infuscatella. In: Bulletin de la Société entomologique de France, volume 2 (5), 1897. pp. 109-111.
- (1897). Joannis J. de Note complémentaire sur Tineola infuscatella de J. de Joann. (Microlép.). In: Bulletin de la Société entomologique de France, volume 2 (6), 1897. pp. 119-120.
- (1898). Joannis J. de Note sur quelques espèces de Saturniidae du genre Tropaea Hb. (Lép.). In: Bulletin de la Société entomologique de France, volume 3 (17), 1898. pp. 325-326.
- (1899). Joannis J. de Note sur Mamestra implexa Hb. (Lép.). In: Bulletin de la Société entomologique de France, volume 4 (2), 1899. pp. 23-26.
- (1899). Joannis J. de Note sur quelques Lépidoptères des îles Séchelles. In: Bulletin de la Société entomologique de France, volume 4 (11), 1899. pp. 197-200.
- (1899). Joannis J. de Note sur quelques Microlépidoptères dont les chenilles se nourrissent de poils d'animaux. In: Bulletin de la Société entomologique de France, volume 4 (13), 1899. pp. 248-250.
- (1899). Joannis J. de Note sur une espèce nouvelle de Coleophora provenant de Sicile (Lép.). In: Bulletin de la Société entomologique de France, volume 4 (17), 1899. pp. 331-333.
- (1900). Joannis J. de Note sur Enconista miniosaria Dup. (Lép.). In: Bulletin de la Société entomologique de France, volume 5 (9), 1900. pp. 189-191.
- (1900). Joannis J. de Description d'une nouvelle espèce de Microlépidoptère de France, Zelleria ribesiella. In: Bulletin de la Société entomologique de France, volume 5 (20), 1900. pp. 391-393.
- (1900). Joannis J. de Description d'un Microlépidoptère nouveau, nuisible au Vanillier et provenant de l'île de la Réunion. In: Bulletin de la Société entomologique de France, volume 5 (13), 1900. pp. 262-263.
- (1900). Joannis J. de Description de trois Lépidoptères de Cao-Bang (Tonkin). In: Bulletin de la Société entomologique de France, volume 5 (14), 1900. pp. 280-281.
- (1900). Joannis J. de Note sur quelques Lépidoptères observés par H. Lhotte aux environs de Paris. In: Bulletin de la Société entomologique de France, volume 5 (15), 1900. pp. 298-300.
- (1900). Joannis J. de Note sur une Phycide vivant en parasite dans un nid de chenilles provenant de Mayomba (Congo). Bulletin du Muséum d'Histoire naturelle, volume 6. pp. 280–283.
- (1901). Joannis J. de Note sur les variations du Monema flavescens Walk. (Lep.) . In: Bulletin de la Société entomologique de France, volume 6 (14), 1901. pp. 251-253.
- (1901). Joannis J. de Observations sur quelques espèces du genre Sesia (Lépid.) . In: Bulletin de la Société entomologique de France, volume 6 (3), 1901. pp. 40-42.
- (1901). Joannis J. de Note sur deux espèces de Delias (Lep.) . In: Bulletin de la Société entomologique de France, volume 6 (11), 1901. pp. 206-208.
- (1901). Joannis J. de Observation sur un Lépidoptère du Ngan-hoei (Chine). In: Bulletin de la Société entomologique de France, volume 6 (13), 1901. pp. 228-229.
- (1902). Joannis J. de Note sur un Microlépidoptère nouveau de Portugal. In: Bulletin de la Société entomologique de France, volume 7 (13-14), 1902. pp. 230-232.
- (1903). Joannis J. de Description d'une espèce nouvelle de Lépidoptère de la sous-famille des Chalcosianae, provenant de Lao-Kay (Tonkin). In: Bulletin de la Société entomologique de France, volume 8 (1), 1903. pp. 10-11.
- (1903). Joannis J. de Deux Noctuelles paléarctiques nouvelles de la sous-famille des Agrotinae. In: Bulletin de la Société entomologique de France, volume 8 (2), 1903. pp. 28-30.
- (1903). Joannis J. de Observations sur la chenille d’Aporophyla australis Bd. (Lep.). In: Bulletin de la Société entomologique de France, volume 8 (8), 1903. pp. 157-158.
- (1903). Joannis J. de Description d'un Hépialide nouveau d’Algérie (Lép.). In: Bulletin de la Société entomologique de France, volume 8 (13), 1903. pp. 222-223.
- (1903). Joannis J. de Description d'une nouvelle variété d’Ellopia prosapiaria L. (Lép.). In: Bulletin de la Société entomologique de France, volume 8 (14), 1903. pp. 231-232.
- (1904). Joannis J. de Localités nouvelles pour quelques espèces de Microlépidoptères. In: Bulletin de la Société entomologique de France, volume 9 (10), 1904. pp. 173-174.
- (1904). Joannis J. de Description de deux Lépidoptères  hétérocères nouveaux provenant de Nova Friburgo (Montagnes des Orgues, Brésil). In: Bulletin de la Société entomologique de France, volume 9 (19), 1904. pp. 289-291.
- (1906). Joannis J. de Rectifications relatives à quelques noms de Microlépidoptères. In: Bulletin de la Société entomologique de France, volume 11 (10), 1906. pp. 154-155.
- (1906). Joannis J. de Descriptions de Lépidoptères nouveaux de l'île Maurice. In: Annales de la Société entomologique de France, volume 75 (2). pp. 169–183, pl. 9.
- (1907). Joannis J. de Une nouvelle espèce du genre Hypsoides (Lép.). In: Bulletin de la Société entomologique de France, volume 12 (13), 1907. pp. 208-209.
- (1907). Joannis J. de Nouvelle espèce de Phycide du genre Hypogryphia Rag. provenant d’Espagne (Lép.). In: Bulletin de la Société entomologique de France, volume 12 (15), 1907. pp. 256-257.
- (1907). Joannis J. de Deux espèces nouvelles de Nepticula (Lép.). In: Bulletin de la Société entomologique de France, volume 12 (19), 1907. pp. 326-329.
- (1907). Joannis J. de Sur une espèce de Microlépidoptère nuisible aux Azalées. In: Bulletin de la Société entomologique de France, volume 12 (20), 1907. pp. 341-342.
- (1908). Joannis J. de Descriptions de quelques formes remarquables de Lépidoptères provenant de la région de Vannes (Morbihan). In: Bulletin de la Société entomologique de France, volume 13 (3), 1908. pp. 45-46.
- (1908). Joannis J. de Liste de Lépidoptères recueillis au Sahara par M. Chudeau, en 1905-1906. In: Bulletin de la Société entomologique de France, volume 13 (6), 1908. pp. 82-83.
- (1908). Joannis J. de Observations sur la valeur de certaines espèces du genre Ancylolomia Hb. (Lép.). In: Bulletin de la Société entomologique de France, volume 13 (8), 1908. pp. 145-150.
- (1908). Joannis J. de Une Phycide nouvelle d’Algérie (Lép.). In: Bulletin de la Société entomologique de France, volume 13 (9), 1908. pp. 168-169.
- (1908). Joannis J. de Deux nouvelles espèces de Cnephasia (Lép.). In: Bulletin de la Société entomologique de France, volume 13 (10), 1908. pp. 190-193.
- (1908). Joannis J. de Une Zygène nouvelle d’Algérie (Lép.). In: Bulletin de la Société entomologique de France, volume 13 (11), 1908. pp. 203-204.
- (1908). Joannis J. de Une curieuse chenille de Geométride (Lép.). In: Bulletin de la Société entomologique de France, volume 13 (12), 1908. pp. 214-217.
- (1908). Joannis J. de Note complémentaire sur Coenina dentataria Swinhoe (Lép.). In: Bulletin de la Société entomologique de France, volume 13 (13), 1908. pp. 232-233.
- (1908). Joannis J. de Microlépidoptères nouveaux pour la faune française. In: Bulletin de la Société entomologique de France, volume 13 (13), 1908. pp. 233-236.
- (1908). Joannis J. de Une nouvelle espèce de Scythris (Microlép.) des environs de Vannes. In: Bulletin de la Société entomologique de France, volume 13 (14), 1908. pp. 248-250.
- (1908). Joannis J. de Rectification au sujet de Coenina dentataria Swinh. Lép.). In: Bulletin de la Société entomologique de France, volume 13 (15), 1908. pp. 266-267.
- (1908). Joannis J. de Observations sur Attacus Cynthia Drur. (Lép. Saturn.). In: Bulletin de la Société entomologique de France, volume 13 (19), 1908. pp. 320-322.
- (1908). Joannis J. de Contribution à l'étude de lépidoptères du Morbihan. In Annales de la Société Entomologique de France, 77, pp. 689-838.
- (1909). Joannis J. de Description d'une nouvelle espèce de Noctuelle d'Égypte (Lep. Noctuidae). In: Bulletin de la Société entomologique de France, volume 14 (4), 1909. pp. 70-71.
- (1909). Joannis J. de Note sur une espèce de Scythris des environs de Vannes (Lepidopt. Elachistidae). In: Bulletin de la Société entomologique de France, volume 14 (5), 1909. pp. 89-90.
- (1909). Joannis J. de Description de trois nouvelles espèces du genre Eublemma Hb. (Lep. Noctuidae). In: Bulletin de la Société entomologique de France, volume 14 (9), 1909. pp. 167-171.
- (1909). Joannis J. de Description d'une nouvelle espèce française du genre Sesia (Lep. Sesiidae). In: Bulletin de la Société entomologique de France, volume 14 (10), 1909. pp. 183-186.
- (1909). Joannis J. de Note sur les pontes des Pararge Maera L. et Megaera L. (Lep. Satyridae). In: Bulletin de la Société entomologique de France, volume 14 (12), 1909. pp. 211-212.
- (1910). Joannis J. de Note sur un Acherontia provenant du Tonkin (Lep. Sphingidae). In: Bulletin de la Société entomologique de France, volume 15 (6), 1910. pp. 104-105.
- (1909). Joannis J. de Note sur les pontes des Pararge Maera L. et Megaera L. (Lep. Satyridae). In: Bulletin de la Société entomologique de France, volume 14 (12), 1909. pp. 211-212.
- (1909). Joannis J. de Nouveaux lépideptères d'Egypte. Bulletin de la Société Royale entomologique d'Egypte, volume 1 (2). pp. 161–170.
- (1910). Joannis J. de Trois nouvelles espèces d'Erastrianae (Lep. Noctuidae) provenant des les Mascareignes. In: Bulletin de la Société entomologique de France, volume 15 (10), 1910. pp. 201-204.
- (1910). Joannis J. de Nouvelles observations sur Attacus Cynthia Drury (Lep. Saturniidae). In: Bulletin de la Société entomologique de France, volume 15 (11), 1910. pp. 214-215.
- (1910). Joannis J. de Description de trois nouvelles espèces de Timora (Lep. Noctuidae) provenant de la Haute-Guinée française. In: Bulletin de la Société entomologique de France, volume 15 (12), 1910. pp. 223-226.
- (1910). Joannis J. de Une nouvelle espèce de Phauda du Tonkin (Lep. Noctuidae). In: Bulletin de la Société entomologique de France, volume 15 (13), 1910. pp. 246-247.
- (1910). Joannis J. de Changement de nom. In: Bulletin de la Société entomologique de France, volume 15 (15). 262.
- (1910). Joannis J. de Description d'un nouveau genre de Galleriinae (Lep.) de France. In: Bulletin de la Société entomologique de France, volume 15 (15), 1910. pp. 270-271.
- (1910). Joannis J. de Description de deux Géléchides nouvelles de France (Lep.). In: Bulletin de la Société entomologique de France, volume 15 (16), 1910. pp. 295-298.
- (1911). Joannis J. de Liste de Lépidoptères recueillis par M. E. Olivier aux environs de Rédeyef (Tunisie) et à Bou-Saada (Algérie). In: Bulletin de la Société entomologique de France, volume 16 (8), 1911. pp. 187-190.
- (1911). Joannis J. de Observations sur les moeurs de quelques Noctuidae (Acontianae) et description d'une espèce nouvelle (Lep.). In: Bulletin de la Société entomologique de France, volume 16 (6), 1911. pp. 116-119.
- (1911). Joannis J. de Description d'une nouvelle espèce de la famille des Noctuidae appartenant au genre Careades (Lep. Acontianae). In: Bulletin de la Société entomologique de France, volume 16 (15), 1911. pp. 309-310.
- (1911). Cecconi G. & Joannis J. de Di un nuovo microlepidottero della Colonia Eritrea (famiglia Phycitinae, genere Mussidia). In: Bollettino della Società entomologica italiana, volume 41 (1909). pp. 8–13.
- (1912). Joannis J. de [https://www.biodiversitylibrary.org/page/9212640 Aberration remarquable d'Abraxas marginata L. (Lep. Geometridae). In: Bulletin de la Société entomologique de France, volume 17 (11), 1912. p. 248.
- (1912). Joannis J. de Description de trois nouvelles espèces de Lépidoptères  hétérocères de Cochinchine. In: Bulletin de la Société entomologique de France, volume 17 (13), 1912. pp. 286-289.
- (1912). Joannis J. de Deux nouvelles espèces de Microlépidoptères cécidogènes de France. In: Bulletin de la Société entomologique de France, volume 17 (14), 1912. pp. 304-307.
- (1912). Joannis J. de Le genre Enconista et ses alliés. In: Brotéria, volume 10. pp. 5-28.
- (1912). Joannis J. de Description de trois espèces nouvelles de Catocalinae (Lep. Noctuidae). In: Bulletin de la Société entomologique de France, volume 17 (15), 1912. pp. 331-336.
- (1912). Joannis J. de Note synonymique (Lep.). In: Bulletin de la Société entomologique de France, volume 17 (18), 1912. pp. 380-381.
- (1913). Joannis J. de Remarque sur un cas collectif de mimétisme chez des Lépidoptères. In: Bulletin de la Société entomologique de France, volume 18 (5), 1913. pp. 137-139.
- (1913). Joannis J. de Materiali per lo studio della fauna Eritrea raccolti nel 1902–03 dal Dott. A. Andreini. Lépidoptères. Heterocera. In: Bollettino della Società entomologica italiana, volume 44 (1912). pp. 115–147.
- (1914). Joannis J. de Description d'une nouvelle espèce de Noctuelle du Yunnan appartenant au genre Nikara (Lep.). In: Bulletin de la Société entomologique de France, volume 19 (14), 1914. pp. 419-421.
- (1915). Joannis J. de Remarque au sujet de la date de l'une des planches de Hübner. In: Bulletin de la Société entomologique de France, volume 20 (7), 1915. pp. 122-124.
- (1915). Joannis J. de Réflexions sur la loi de priorité. In: Bulletin de la Société entomologique de France, volume 20 (8), 1915. pp. 139-142.
- (1915). Joannis J. de Observations sur le Carpocapsa des châtaignes (Lep.). In: Bulletin de la Société entomologique de France, volume 20 (17), 1915. pp. 271-276.
- (1915). Joannis J. de Note sur Aristotelia prohaskaella Rebel et A. subericinella Dup. (Lep.). In: Bulletin de la Société entomologique de France, volume 20 (19), 1915. pp. 310-313.
- (1915). Joannis J. de Lépidoptères Hétérocères des Mascareignes et des Seychelles (Mission de M. P. Carié. 1910–1913). Annales de la Société entomologique de France, volume 84. pp. 1-18, pl. 1.
- (1916). Joannis J. de Sur l'heure d'éclosion de divers Lépidoptères. In: Bulletin de la Société entomologique de France, volume 21 (2), 1916. pp. 76-78.
- (1916). Joannis J. de Lépidoptères et Névroptères recueillis par le Dr Landrieu à l'île de Lesbos (Mytilène). In: Bulletin de la Société entomologique de France, volume 21 (15), 1916. pp. 247-248.
- (1916). Joannis J. de Remarques sur quelques espèces du genre Dioryctria (Lep. Pyralidae). In: Annales de la Société entomologique de France, volume 85 (2). pp. 259-270.
- (1917). Joannis J. de Un nouveau méfait de Tinea granella L. (Lep. Tineinae). In: Bulletin de la Société entomologique de France, volume 22 (13), 1917. pp. 220-221.
- (1917). Joannis J. de Note sur Deuterotinea paradoxella Stgr . (Lep.). In: Bulletin de la Société entomologique de France, volume 22 (15), 1917. pp. 259-262.
- (1918). Joannis J. de Coleophora drypidis et non drymidis Mann (Lep.). In: Bulletin de la Société entomologique de France, volume 23 (5), 1918. pp. 111-113.
- (1918). Joannis J. de Observation sur l'hibernation en masse de Lithocolletis populifoliella Tr. (Lep.). In: Bulletin de la Société entomologique de France, volume 23 (9), 1918. pp. 150-152.
- (1918). Joannis J. de Abondance exceptionnelle de la chenille d'Hybernia defoliaria Hb. (Lep. Geometridae). In: Bulletin de la Société entomologique de France, volume 23 (14), 1918. pp. 202-203.
- (1918). Joannis J. de Observations sur Evetria tessulatana Stgr. (Lep.). In: Bulletin de la Société entomologique de France, volume 23 (15), 1918. pp. 212-213.
- (1918). Joannis J. de Sur la présence en France de Grapholitha leplastriana Curtis, Microlépidoptère dont la chenille est nuisible au chou cultivé. In: Bulletin de la Société entomologique de France, volume 23 (17), 1918. pp. 234-237.
- (1919). Joannis J. de Les Gallérides doivent former une famille distincte des Pyralidae (Lep.). In: Bulletin de la Société entomologique de France, volume 24 (5), 1919. pp. 105-108.
- (1919). Joannis J. de Une visite à la collection de Microlépidoptères d'Achille Guenée. In: Annales de la Société entomologique de France, volume 88 (1). pp. 1-40.
- (1920). Joannis J. de Remarques sur les formes d'Agrotis Graslini Ramb. (Lep. Noctuidae). In: Bulletin de la Société entomologique de France, volume 25 (2), 1920. pp. 31-33.
- (1920). Joannis J. de Note sur une petite collection de Microlépidoptères provenant de Saint-Saëns (Seine-Inférieure) et description d'espèces nouvelles. In: Bulletin de la Société entomologique de France, volume 25 (9), 1920. pp. 142-147.
- (1920). Joannis J. de Remarques sur la définition du genre Scythris Hb. (Lep.). In: Bulletin de la Société entomologique de France, volume 25 (10), 1920. pp. 170-173.
- (1921). Joannis J. de Lobesia permixtana Hb. (Lep. Tortricidae) est-il cécidogène?. In: Bulletin de la Société entomologique de France, volume 26 (17), 1921. pp. 252-256.
- (1921). Joannis J. de Note sur Stagmatophora serratella Tr. (Lep. Tineidae). In: Bulletin de la Société entomologique de France, volume 26 (18), 1921. pp. 265-267.
- (1922). Joannis J. de Quelques espèces de Noctuelles (Lep.) intéressantes ou nouvelles pour la faune française. In: Bulletin de la Société entomologique de France, volume 27 (3), 1922. pp. 40-42.
- (1922). Joannis J. de Note sur la chenille de Platyedra vilella Z. (Lep. Gelechiidae). In: Bulletin de la Société entomologique de France, volume 27 (16), 1922. pp. 247-250.
- (1922). Joannis J. de Deux nouvelles espèces de Pyralidae du Maroc (Lep.). In: Bulletin de la Société entomologique de France, volume 27 (19), 1922. pp. 305-307.
- (1922). Joannis J. de Note sur Tapinostola extrema H. (Lep. Noctuidae). In: Bulletin de la Société entomologique de France, volume 27 (20), 1922. pp. 325-329.
- (1922). Joannis J. de La lutte contre les insectes nuisibles / Rabat : Institut Scientifique Chérifien. In: Variétés scientifiques recueillies par la société des sciences naturelles du Maroc : T1 no.2.
- (1923). Joannis J. de Une chenille de Megacraspedus (Lep. Gelechiidae). In: Bulletin de la Société entomologique de France, volume 28 (11-12), 1923. pp. 155-158.
- (1923). Joannis J. de Rectification à propos de la détermination d'Agrotis Christophi Stgr. (Lep. Noctuidae). In: Bulletin de la Société entomologique de France, volume 28 (19), 1923. pp. 255-256.
- (1924). Joannis J. de Note sur la capture à Paris de Paralipsa gularis Z. (Lep. Galleriidae). In: Bulletin de la Société entomologique de France, volume 29 (13-14), 1924. p. 146.
- (1925). Joannis J. de Spodoptera abyssinia Gn. et Spodoptera cilium Gn. sont deux espèces distinctes. In: Bulletin de la Société entomologique de France, volume 30 (13), 1925. pp. 207-209.
- (1925). Joannis J. de Une nouvelle espèce de Raghuva Moore (Lep. Noctuidae, Agrotiinae) d'Afrique occidentale. In: Bulletin de la Société entomologique de France, volume 30 (15), 1925. pp. 257-260.
- (1925). Joannis J. de Sur la synonymie de quelques espèces du genre Psara Snell. (Lep. Pyralidae, Agroterinae). In: Bulletin de la Société entomologique de France, volume 30 (17), 1925. pp. 286-290.
- (1926). Joannis J. de Longévité chez Ethmia (Psecadia) decemguttella Hb.. In: Bulletin de la Société entomologique de France, volume 31 (13-14), 1926. p. 151.
- (1928). Joannis J. de Observations sur une nouvelle capture d'Hombergia unicolor de Joann. (Lep. Galleriidae). In: Bulletin de la Société entomologique de France, volume 33 (2), 1928. pp. 24-25.
- (1928). Joannis J. de Une nouvelle forme de Gelechia (Bryotropha) (Lep. Gelechiidae) de Belgique. In: Bulletin de la Société entomologique de France, volume 33 (12), 1928. pp. 194-198.
- (1928). Joannis J. de Observations sur Coleophora flavaginella Z. (Lep. Coleophoridae). In: Bulletin de la Société entomologique de France, volume 33 (13), 1928. pp. 208-211.
- (1929). Joannis J. de Bradyrrhoa trapezella Dup. et Bradyrrhoa, cinerella Dup. sont des espèces distinctes (Lep. Pyralidae). In: Bulletin de la Société entomologique de France, volume 34 (4), 1929. pp. 67-73.
- (1929). Joannis J. de Remarques sur les mœurs d'Oecia oecophila Stgr. (Lep. Gelechiidae). In: Bulletin de la Société entomologique de France, volume 34 (14), 1929. p. 230.
- (1929). Joannis J. de Quelle importance faut-il attacher à l'examen des types? In: Lambillionea, volume 29 (3). p. 34.
- (1929). Joannis J. de Qu'est-ce qu'un Microlépidoptère? In: Lambillionea, volume 29 (1). pp. 6-12.
- (1930). Joannis J. de Encore un mot sur la nomenclature. In: Lambillionea, volume 30 (5). pp. 70-73.
- (1930). Joannis J. de Quelques éclaircissements à propos de la loi de priorité. In: Lambillionea, volume 30 (12). pp. 180-181.
- (1930). Joannis J. de Remarques à propos de la capture de deux espèces de Douglasiidae (Lep.). In: Bulletin de la Société entomologique de France, volume 35 (19), 1930. pp. 304-306.
- (1931). Joannis J. de À propos de Psychides. In: Lambillionea, volume 31 (8-9). pp. 145-146.
- (1931). Joannis J. de Atachia pigerella H. S.. In: Bulletin de la Société entomologique de France, volume 36 (15), 1931. pp. 223-227.
- (1932). Joannis J. de Deux rectifications concernant des Lépidoptères (Galleriidae et Crambidae). In: Bulletin de la Société entomologique de France, volume 37 (4), 1932. pp. 54-57.
- (1932). Joannis J. de Eschata fernandezi, espèce nouvelle de Crambidae (Lep.) provenant de France. In: Bulletin de la Société entomologique de France, volume 37 (13-14), 1932. pp. 191-192.
- (1932). Joannis J. de Races, variétés, etc. In: Lambillionea, volume 32 (10). pp. 187-197.
- (1932). Joannis J. de Aberrations de Lépidoptères. Zygaena transalpina Esper, race hippocrepidis Hbn. ab. rubricostata, n. ab. In: Lambillionea, volume 32 (3). pp. 50-51.

- Bibliothèque nationale de France: cb104735759 (data)
- Gemeinsame Normdatei: 114653325X
- International Standard Name Identifier: 0000 0001 1699 0887
- Library of Congress Control Number: n82139076
- Système universitaire de documentation: 083634878
- Virtual International Authority File: 144921918
- WorldCat: E39PCjtByt8XxcpFCq3cCpFBj3